# Uffholtz
Uffholtz là một xã trong tỉnh Haut-Rhin, vùng Grand Est ở đông bắc Pháp. Xã này có diện tích 11,91 km², dân số năm 1999 là 1554 người. Khu vực này có độ cao 320 mét trên mực nước biển.